# Dacus apiculatus
Dacus apiculatus är en tvåvingeart som beskrevs av White 2006. Dacus apiculatus ingår i släktet Dacus och familjen borrflugor.
Artens utbredningsområde är Uganda. Inga underarter finns listade i Catalogue of Life.